# Ligne Tōzai du métro de Sapporo
Pour les articles homonymes, voir Ligne Tōzai.
La ligne Tōzai (東西線, Tōzai-sen) est une ligne du métro de Sapporo au Japon. Elle relie la station de Miyanosawa à celle de Shin Sapporo. Longue de 20,1 km, elle traverse Sapporo selon un axe est-ouest en passant par les arrondissements de Nishi, Chūō, Shiroishi et Atsubetsu. Elle est en correspondance avec les autres lignes du réseau à la station Odori, en plein centre-ville. Sur les cartes, la ligne est identifiée avec la lettre T et sa couleur est orange.

## Histoire
Le premier tronçon de la ligne Tōzai, entièrement en souterrain, a été ouvert le 10 juin 1976 entre Kotoni et Shiroishi (9,9 km, 11 stations). La ligne a ensuite été prolongée vers Shin Sapporo le 21 mars 1982 (7,4 km, 6 stations), puis à Miyanosawa le 25 février 1999 (2,8 km, 2 stations).

## Caractéristiques
Si la seconde ligne du métro de Sapporo partage les caractéristiques avec la ligne Namboku d'être sur pneus et doté d'un rail de guidage central, le même matériel roulant ne peut être utilisé sur les deux lignes. La ligne Tōzai est équipée de voitures plus longues (18 m contre 13,5 m), munies de deux bogies chacune et non plus articulées sur un ensemble de bogies et d'essieux isolés. Le courant de traction adopté est le courant continu à 1 500 V par caténaire et non plus à 750 V par troisième rail.

### Matériel roulant
À l'origine, le matériel roulant de la série 6000 du constructeur Kawasaki Heavy Industries est exploité en compositions de quatre voitures, mais les compositions furent portées à sept voitures. Une rame de quatre voitures est composée de deux motrices d'extrémité encadrant deux remorques, dont l'une porte des deux pantographes pour la prise de courant.
Les caisses sont en alliage léger, la tare totale de la rame s'élève à 97,5 tonnes. Chaque motrice est équipée de huit moteurs de 70 kW de puissance uni-horaire entrainant chacun une roue. Ces huit moteurs sont couplés en permanence en série. Une commande à deux hacheurs permettant le freinage par récupération alimente en opposition de phase les deux séries de huit moteurs de deux motrices. La vitesse maximale en service est de 70 km/h. Vingt rames ont été mises en service.
Les rames de la série 6000 furent en exploitation jusqu'en 2008. Depuis 2002, la ligne Tōzai utilise des rames de métro sur pneumatiques de la série 8000 à 7 voitures.

### Alimentation en courant électrique de traction
Le courant de traction adopté est le courant continu à 1 500 V avec alimentation aérienne. Une autre particularité de la ligne est l'utilisation pour la prise de courant d'une caténaire rigide en aluminium, inspirée de celles du métro de Tokyo. L'avantage d'une telle solution est de réduire l'entretien tout en limitant la hauteur du souterrain. L'utilisation d'un petit pantographe à branches croisées a aussi pour but de faire gagner de la hauteur.

### Stations

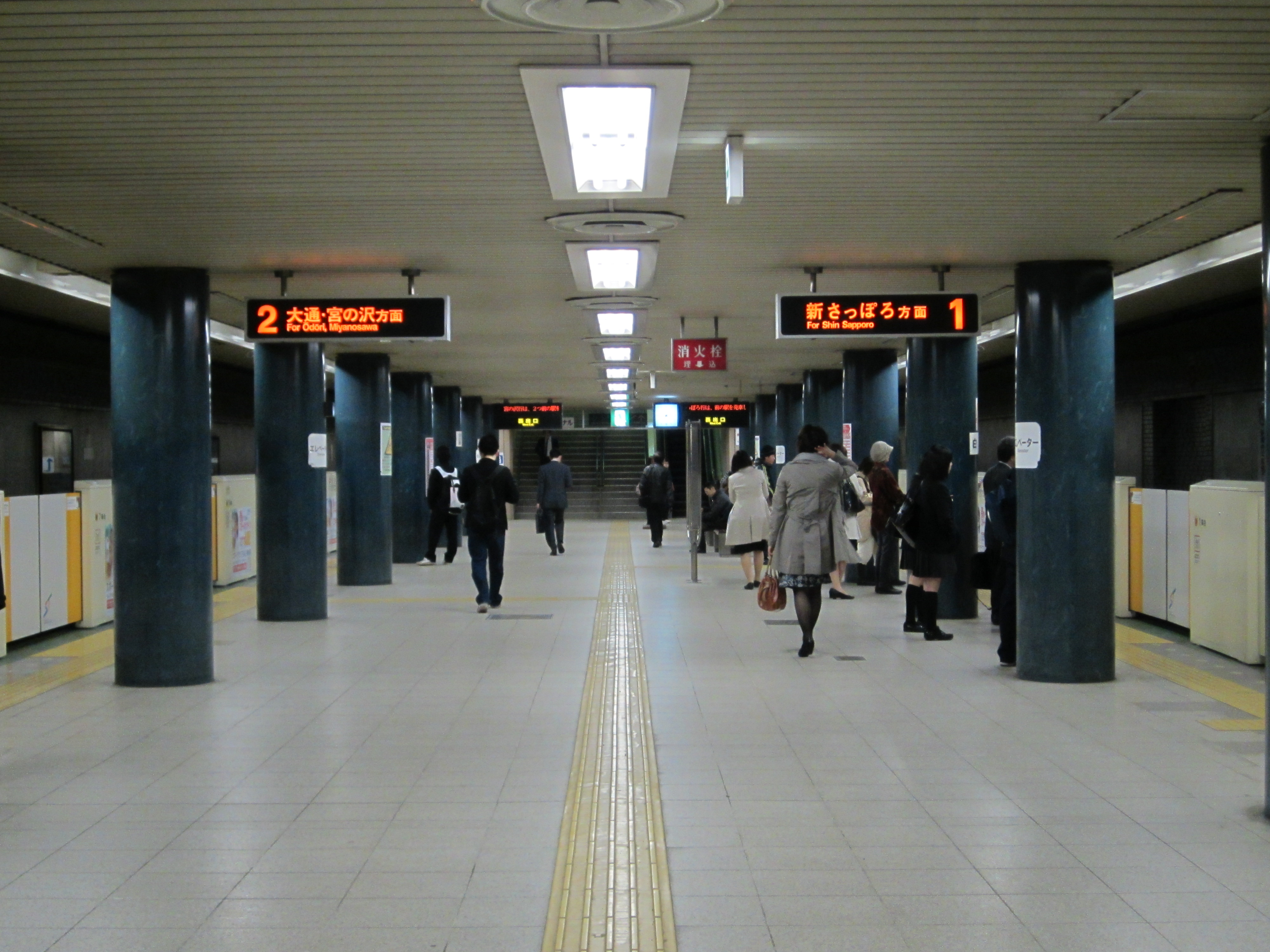
Le quai de la station Shiroishi

La ligne Namboku comporte 19 stations, identifiées de T01 à T19.
| Numéro | Station            | Nom japonais   | Distance (km) | Correspondances                                     | Arrondissement |
| ------ | ------------------ | -------------- | ------------- | --------------------------------------------------- | -------------- |
| T01    | Miyanosawa         | 宮の沢         | 0             |                                                     | Nishi          |
| T02    | Hassamu minami     | 発寒南         | 1,5           |                                                     | Nishi          |
| T03    | Kotoni             | 琴似           | 2,8           |                                                     | Nishi          |
| T04    | Nijuyonken         | 二十四軒       | 3,7           |                                                     | Nishi          |
| T05    | Nishi nijuhatchome | 西28丁目       | 4,9           |                                                     | Chūō           |
| T06    | Maruyama koen      | 円山公園       | 5,7           |                                                     | Chūō           |
| T07    | Nishi juhatchome   | 西18丁目       | 6,6           | Tramway de Sapporo                                  | Chūō           |
| T08    | Nishi juitchome    | 西11丁目       | 7,5           | Tramway de Sapporo                                  | Chūō           |
| T09    | Odori              | 大通           | 8,5           | Métro de Sapporo : Namboku, Tōhō Tramway de Sapporo | Chūō           |
| T10    | Bus Center mae     | バスセンター前 | 9,3           |                                                     | Chūō           |
| T11    | Kikusui            | 菊水           | 10,4          |                                                     | Shiroishi      |
| T12    | Higashi Sapporo    | 東札幌         | 11,6          |                                                     | Shiroishi      |
| T13    | Shiroishi          | 白石           | 12,7          |                                                     | Shiroishi      |
| T14    | Nango nana chome   | 南郷7丁目      | 14,1          |                                                     | Shiroishi      |
| T15    | Nango jusan chome  | 南郷13丁目     | 15,2          |                                                     | Shiroishi      |
| T16    | Nango juhatchome   | 南郷18丁目     | 16,4          |                                                     | Shiroishi      |
| T17    | Oyachi             | 大谷地         | 17,9          |                                                     | Atsubetsu      |
| T18    | Hibarigaoka        | ひばりが丘     | 18,9          |                                                     | Atsubetsu      |
| T19    | Shin Sapporo       | 新さっぽろ     | 20,1          | JR Hokkaido : Chitose                               | Atsubetsu      |

## Exploitation
Dès l’origine, la nouvelle ligne fut équipée pour la conduite automatique, qui permet de ne plus faire accompagner les trains que par un seul agent. La conduite automatique est alors réalisée à l'aide d'appareillage à fonction logique embarqué sur les trains. Le dispositif de conduite automatique proprement dit (Automatic Train Operation - ATO), est complété par un dispositif de contrôle automatique de vitesse (ATC - Automatic Train Control) qui en est indépendant et qui assure les fonctions de sécurité. L'ATC de la ligne Tōzai diffère de celui qui équipe la ligne Namboku, notamment par l'adoption du triplement des circuits électroniques : le système n'obéit à une information que si elle est transmise de façon identique par deux des circuits sur les trois.